# John R. Ragazzini

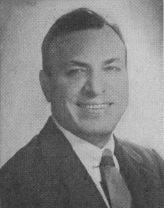
John R. Ragazzini

John Ralph Ragazzini (New York, 3 gennaio 1912 – 22 novembre 1988) è stato un ingegnere statunitense.

## Biografia
Ricevette la laurea in ingegneria elettrica (B.S. e E.E.) al City College di New York (nel 1932 e 1933) e il dottorato (A.M e Ph.D.) alla Columbia University (nel 1939 e 1941).
Ragazzini fu il primo preside della Scuola di Ingegneria e Scienza all'Università di New York e durante la seconda guerra mondiale fu preside del dipartimento di ingegneria elettronica alla Columbia University, venendo coinvolto nel progetto Manhattan.
Tra i suoi studenti vanno ricordati Rudolf Kalman (v. filtro di Kalman), Eliahu Ibraham Jury (v. trasformata Z modificata) e Lotfi Asker Zadeh (v. insieme sfocato e logica fuzzy).
A Ragazzini, insieme a Lotfi Zadeh, è riconosciuto anche il merito di aver condotto studi pionieristici sull'analisi dei processi a tempo discreto che hanno portato allo sviluppo della trasformata zeta.
Nel 1979, l'American Automatic Control Council istituì in suo onore il "John R. Ragazzini Award", di cui egli stesso fu il primo vincitore.